# ブラキトラケロパン
ブラキトラケロパンは、ジュラ紀後期のアルゼンチンに生息していた竜脚類である。全長は10メートルほど。他の竜脚類は首が長いが、この種は首が短いという特徴で知られる。

## 名前
「首が短い羊飼い」という意味。ほかのディクラエオサウルス科の恐竜と比べても首が短いという特徴や、迷子になった羊を追いかけていた羊飼いによって化石が発見されたことに由来する。パンはギリシャ神話の牧神である。

## 特徴

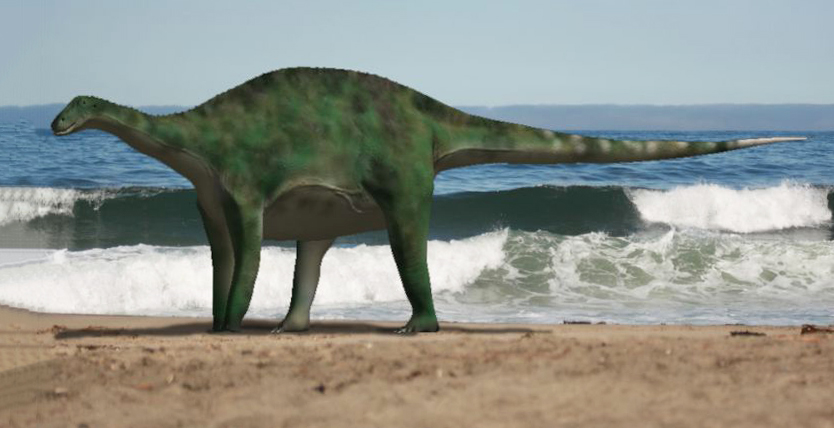
Brachytrachelopan mesai

前述のとおりブラキトラケロパンには「首が短い」という特徴があり、この特徴を生かし、ほかの竜脚類とは違い、低い場所に存在する植物を食べていた。これは、当時ジュラ紀は鳥脚類などの首の短い植物食恐竜が少なく、低い場所に存在する植物を独占することができたためである。
この恐竜はディクラエオサウルスと近縁であり、これらの仲間は首が短くなっていく傾向があったと考えられている。